# Lindi, Estland
Lindi är en by (estniska: küla) i sydvästra Estland. Den tillhör stadskommunen Pärnu stad i landskapet Pärnumaa, cirka 130 kilometer söder om huvudstaden Tallinn. Lindi ligger 6 meter över havet och antalet invånare är 264. Närmaste större samhälle är staden Pärnu, 15 km öster om Lindi.
Innan kommunreformen 2017 hörde byn till dåvarande Audru kommun.